# Koninklijke Haarlemsche Football Club
Il Koninklijke Haarlemsche Football Club è il più antico club calcistico dei Paesi Bassi, fondato nel 1879, con sede a Haarlem, nella provincia dell'Olanda settentrionale.

## Storia

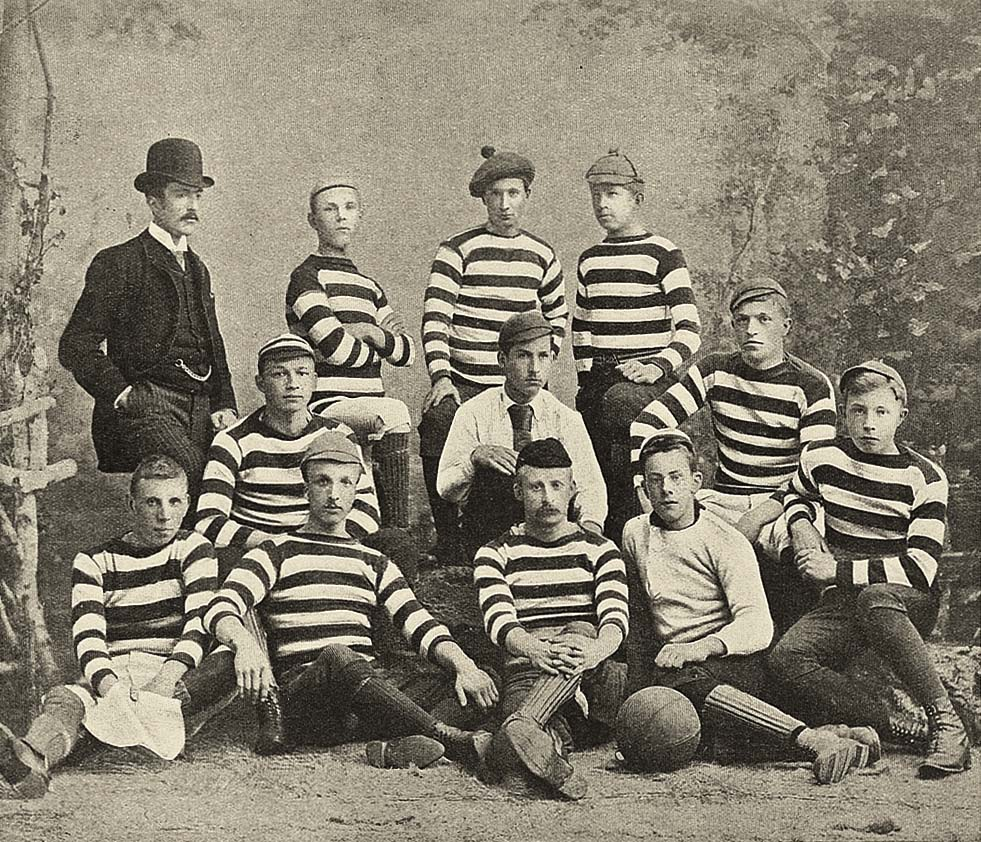
Una delle prime formazioni del club.

Il club venne fondato da Pim Mulier il 15 settembre 1879 ed era inizialmente dedito al rugby, sport che abbandonò per il calcio nel 1880.
Il Koninklijke HFC è una delle sette partecipanti al primo campionato non ufficiale nederlandese, nel quale giunse secondo.
Nella stagione seguente si aggiudicò il campionato nederlandese. Vinse il torneo nederlandese anche nelle stagioni 1892-1893 e 1894-1895. Tutti e tre i tornei non vengono però considerati ufficiali.
Il club non partecipò al primo campionato nederlandese ufficiale, disputato nel 1897-1898. Partecipò però alla seconda stagione, chiudendola al sesto e penultimo posto del girone occidentale.
Nel 1904 si aggiudicò la KNVB Beker, battendo in finale il HVV. Replicò il successo anche nel 1913 e nel 1915.
Nel 1959 al club venne concesso il titolo onorifico di Koninklijk ("regale" in italiano).
Il sodalizio fa parte del Club of Pioneers, associazione che raccoglie le squadre di calcio più antiche del mondo.

## Palmarès

### Competizioni nazionali
- Campionato olandese: 0

1889-1890 (non ufficiale), 1892-1893 (non ufficiale), 1894-1895 (non ufficiale)
- Coppa dei Paesi Bassi: 3

1903-1904, 1912-1913, 1914-1915

### Altri piazzamenti
- Campionato olandese:

Secondo posto: 1888-1889, 1890-1891, 1893-1894
Terzo posto: 1891-1892